# Neivamyrmex klugii
Neivamyrmex klugii är en myrart som först beskrevs av William Edward Shuckard 1840.  Neivamyrmex klugii ingår i släktet Neivamyrmex och familjen myror.

## Underarter
Arten delas in i följande underarter:
- N. k. distans
- N. k. klugii